# Forestella
Forestella (Coreano: 포레스텔라) es un cuarteto crossover vocal surcoreano formado en 2017 durante la segunda temporada del programa Phantom Singer del canal JTBC. Ganaron el primer lugar e hicieron su debut oficial el 14 de marzo de 2018 con el álbum Evolution. Desde su debut, han lanzado otros dos álbumes de estudio y recibido reconocimiento del público debido a sus presentaciones en Immortal Songs: Singing the Legend.

## Historia

### Antecedentes y formación
El cuarteto se formó durante la segunda temporada del programa de competencia de canto, Phantom Singer. Al ganar, no sólo obtuvieron dinero como premio, sino también un contrato exclusivo con Arts & Artists para promocionar juntos como grupo durante un año. Luego de establecerse como cuarteto durante las etapas finales de la competición,  decidieron nombrarse "Forestella", una mezcla de "bosque" (inglés) y "estrella" (italiano).
Bae Do-hoon, graduado de la Universidad Nacional de Artes de Corea, es un actor de musicales y cantaba ocasionalmente para una banda de gugak-rock. Antes de su audición en Phantom Singer, participó en Hidden Singer y The Voice of Korea. Cho Min-gyu Y Ko Woo-rim son los únicos cantantes de música clásica profesionales del cuarteto, y ambos estudiaron en la Universidad Nacional de Seúl, famosa facultad de música. Originalmente, Cho estuvo activo como cantante de ópera durante varios años, y había planeado continuar con estudios de postgrado en Alemania. Por otro lado, Ko era en ese entonces un estudiante de tercer año y había sido finalista y semi-finalista en varias competencias de canto. Kang Hyung-ho es el único miembro que no recibió una formación formal en música o en artes escénicas, no obstante, era vocalista de una banda de rock amateur que formó con algunos amigos en la universidad. Kang trabajaba como ingeniero e investigador químico en Lotte, y solicitó un permiso temporal para ausentarse y poder audicionar al programa, para finalmente renunciar cuando Forestella debutó.

### 2018: Debut
Forestella debutó el 14 de marzo del 2018 con el álbum Evolution, el cual fue alabado por los críticos por exhibir las capacidades vocales de los integrantes y por la buena reinterpretación de canciones en un amplio espectro de géneros. Hicieron una serie de conciertos en Seúl antes de embarcarse en una gira nacional que cubriría nueve ciudades. Obtuvieron más reconocimiento público a través de sus apariciones en el programa de canto Immortal Songs: Singing the Legend  de KBS, especialmente después de obtener su primera victoria en el programa en el Episodio 374.

### 2019–2021: Más lanzamientos y éxito continuo
En Episodio 392 de Immortal Songs, el cual salió al aire el 23 de febrero del 2019, el grupo interpretó "Bohemian Rhapsody" de la banda británica Queen, y el vídeo de su presentación subido por KBS se volvió viral tanto entre la audiencia nacional como en la internacional, causando que muchas personas subieran vídeos de reacción. Llamaron la atención de Secret Garden, quién colaboró con ellos para grabar una adaptación coreana de "Beautiful". La canción fue prelanzada como sencillo digital por Secret Garden, y más tarde fue incluida en los lanzamientos coreano y japonés de su álbum Storyteller.
El 22 de mayo de 2019, Forestella lanzó su segundo álbum Mystique, el cual fue aclamado por los críticos y el público general. Una de las canciones, "Dear Moon" (달하 노피곰 도다샤), fue lanzada como sencillo promocional dos semanas antes. La letra está basada en un poema de la época de Baekje llamado "Jeongeupsa" (정읍사). Fue uno de los álbumes de música clásica mejor vendido del país, y recibió una certificación de platino en diciembre. Esto convirtió al grupo en ser uno de los tres artistas clásicos en tener un álbum que vendió más de la calificación de oro ese año.
En septiembre de 2019, el grupo decidió continuar promocionando juntos y renovó su contrato como grupo. En adición, Cho y Bae se unieron a otras agencias para tener actividades en solitario. Bae regresó al teatro musical, mientras que Cho y Kang lanzaron canciones como solistas. Ko optó por no tener una carrera en solitario para poder continuar con sus estudios, a pesar de que ya había actuado en varios recitales clásicos y conciertos.
En agosto del 2020, Forestella recibió el Premio Nacional del Comité de Cultura de Deportes y Turismo en el Newsis Hallyu Culture Daesang. En la Premiación de Marca Anual del 2021, recibieron el reconocimiento de Grupo Crossover del Año.
Forestella lanzó su tercer álbum The Forestella de manera digital el 19 de abril de 2021, mientras que el álbum físico salió dos semanas después. Varias canciones en el álbum habían sido prelanzadas como sencillos digitales el año anterior. Por primera vez, el álbum contuvo material original directamente creado por los miembros, ya que participaron en la composición y producción de este. El álbum también incluyó una adaptación coreana de la canción de Serge Lama, "Je suis malade". El grupo ya había interpretado dicha canción en el idioma original (francés) ese mismo año en Phantom Singer All-Stars, e incluso recibieron elogios del mismísimo Lama.
El 29 de junio de 2021, se anunció que el grupo había terminado su contrato con Arts & Artists, y dos meses después, el 2 de agosto, se anunció que habían firmado con Beat Interactive. Sin embargo, los miembros siguen en sus agencias respectivas para sus actividades en solitario.

### 2022–presente: Nuevo comienzo con The Beginning: World Tree
El 1 de mayo de 2022, la cuenta oficial de Twitter de Forestella anunció que se lanzaría un miniálbum del grupo a fin de mes. La espera por este estuvo caracterizada por la publicación de varias imágenes y videos que funcionaron como avance y generaron expectativa entre los fanáticos. 
Finalmente, el miniálbum fue lanzado el 30 de mayo, logrando superar las 10.000 copias vendidas durante la primera semana y batiendo récord en la carrera musical del grupo.
La canción principal del miniálbum, llamada "Save Our Lives", fue compuesta por el compositor japonés Takatsugu Muramatsu, quien es reconocido por su trabajo en bandas sonoras, especialmente de algunas películas de Studio Ghibli. La letra de esta canción fue escrita por Josh Y., Hwang Yu-bin, Kim Han-na, y los mismísimos integrantes de Forestella. 
Otra de las canciones, "Moonlight", se basó en la popular melodía tradicional de folklore inglés, Greensleves. La letra de esta fue escrita por Jang Da-in y Sophia Pae, mientras que el arreglo musical lo realizó Park Min-woo.
A diferencia de sus álbumes anteriores, este contó con canciones y melodías originales casi en su totalidad, y además se utilizó el inglés como idioma predominante. Adicionalmente, se incluyeron instrumentales de todas las canciones. 
Al ser este su primer lanzamiento con una agencia relacionada al K-POP, la promoción del álbum se realizó de forma distinta a sus lanzamientos previos. Forestella confirmó a través de su cuenta de Twitter que el grupo se presentaría en varios programas musicales para promocionar su nueva música. Además, se publicaron incentivos para aumentar las visualizaciones del video musical de Save Our Lives, prometiendo que al alcanzar cierta cantidad de visitas, los integrantes realizarían alguna actividad en específico.

## Miembros
- Bae Doo-hoon (배두훈) - barítono, actor musical[37]
- Kang Hyung-ho (강형호) - tenor~soprano range (contratenor)[37]
- Cho Min-gyu (조민규) - tenor lírico ligero, líder[37]
- Ko Woo-rim (고우림) - bajo lírico,Maknae

## Habilidad artística
Conocidos por la audiencia nacional por sus apariciones en el programa Immortal Songs, y por los conciertos televisados de KBS, Open Concert, el grupo ha demostrado su versatilidad al reinterpretar canciones de muchos géneros, que varían desde el trot al gugak (música coreana tradicional), y al incorporar rock, pop y técnicas de canto clásico a sus presentaciones. La diversidad de su repertorio se debe a los artistas y conjuntos con los que han actuado, los cuales incluyen al tenor clásico de música crossover, Paul Potts, a los intérpretes de gugak, Song So-hee y Ahn Sook-sun, y a la cantante pop, Jang Hye-jin. Mientras estaban en Phantom Singer, el cuarteto ya se diferenciaba de otros equipos por ser experimental y por elegir canciones "aventureras", una reputación qué persiste hasta la fecha. Los miembros han declarado que nunca sintieron la necesidad de limitarse a algún género en concreto, y prefieren experimentar y obtener inspiración de sus diversas preferencias musicales. Cuando se les preguntó por qué decidieron adentrarse en el género crossover, Cho y Ko expresaron su insatisfacción con el repertorio limitado que se les entregaba al ser formados en la tradición de ópera clásica occidental, y esperaban desafiar la tendencia conservadora presente dentro de la comunidad de música clásica. El cuarteto ha sido alabado por comentaristas por romper las barreras qué han existido entre los cantantes clásicos y otros géneros en el panorama de la música nacional .
Forestella inicialmente atrajo comparaciones con Forte di Quattro, ganadores de la primera temporada de Phantom Singer. Newsis opinó que "Si Forte di Quattro es masculino y lujoso, Forestella tiene una energía vivaz que no sabe hacia donde dirigir. Si Forte di Quattro se siente caballeroso, Forestella se siente como una aventura llena de sueños, esperanzas y riesgos." No obstante, a diferencia de sus predecesores de Phantom Singer, el sonido de Forestella ha sido catalogado como "propenso hacia el pop". Pese al género, sus presentaciones están caracterizadas por sus armonías bien definidas y su rango vocal combinado inusualmente amplio, anclado por la voz contratenor de Kang, y la voz bajo profundo de Ko.

## Discografía

### Álbumes de estudio
| Título                    | Detalles de álbum | Posición en las listas | Ventas        |
| Título                    | Detalles de álbum | KOR                    | Ventas        |
| ------------------------- | --- | ---------------------- | ------------- |
| Evolution                 | - Lanzamiento: 14 de marzo del 2018 - Sello: Arts & Artists, Universal Music - Formatos: CD, descarga digital Track listing 1. Evolution 2. I'm Coming Now 3. You Are My Star 4. 사랑의 여정 (The Journey of Love) 5. My Eden 6. L'immensita 7. Dell'amore non si sa 8. In Un'Altra Vita 9. Dream a Little Dream of Me 10. 눈을 감아도 (Close Your Eyes) 11. 시간여행 (Time Travel) 12. Primula 13. You Change My World                                  | 13                     | - KOR: 7,024  |
| Mystique                  | - Lanzamiento: 22 de mayo del 2019 - Sello: Arts & Artists, Universal Music - Formatos: CD, descarga digital Track listing 1. Intro: Mystique 2. 달하 노피곰 도다샤 (Dear Moon) 3. Angel 4. 마법의 성 (Magic Castle) 5. My Favorite Things 6. The Sky and the Dawn and the Sun 7. Prelude de la Luna 8. Hijo de la Luna (달의 아들) 9. All the King's Horses 10. 야상곡 (Nocturne) 11. Bohemian Rhapsody 12. 이 계절의 꽃 (The Flowers)                  | 14                     | - KOR: 7,562  |
| The Forestella            | - Lanzamiento: 19 de abril de 2021 - Sello: Arts & Artists, Universal Music - Formatos: CD, descarga digital Track listing 1. Nella Fantasia 2. 바람이 건네준 말 (Words from the Wind) 3. 연(緣) (Ties) 4. 눈물 속에 홀로 (Alone With Tears) 5. 당신이 듣던 (Your Song) 6. My Heart Will Go On 7. Thriller 8. We Are The Champions 9. 함께라는 이유 (Together) 10. One Love (feat. UK) (Special Track)                                                   | 16                     | - KOR: 12,005 |
| The Beginning: World Tree | - Lanzamiento: 30 de mayo de 2021 - Sello: Beat Interactive - Formatos: CD, descarga digital Track listing 1. Intro: Runes 2. Save Our Lives 3. Moonlight 4. 멀어지지 말아 주세요 (Stay) 5. 숲의 노래 (The forest song) *Special Track (To. SOOP BYEOL) 6. For Life 7. Save our lives (Instrumental) 8. Moonlight (Intrumental) 9. 멀어지지 말아 주세요 (Stay) (Instrumental) 10. 숲의 노래 (The forest song) (Instrumental) 11. For Life (Instrumental) | 7                      | - KOR: 10,000 |

### Sencillos

#### Como artistas principales
| Título                                                                               | Año  | Posición en las listas | Álbum                      |
| Título                                                                               | Año  | KOR                    | Álbum                      |
| ------------------------------------------------------------------------------------ | ---- | ---------------------- | -------------------------- |
| "Dear Moon" (달하 노피곰 도다샤)                                                     | 2019 | —                      | Mystique                   |
| "Bird, Bird, Blue Bird" (새야 새야 파랑새야)                                         | 2019 | —                      | Nokdu Flower OST (parte 1) |
| Nokdu Flower intro                                                                   | 2019 | —                      | Nokdu Flower OST (parte 3) |
| "Nella Fantasia" (넬라 판타지아)                                                     | 2020 | —                      | The Forestella             |
| "Together" (함께라는 이유)                                                           | 2020 | —                      | The Forestella             |
| "Words from the Wind" (바람이 건네준 말)                                             | 2020 | —                      | The Forestella             |
| "Ties" (연)                                                                          | 2020 | —                      | The Forestella             |
| "—" Denota que el lanzamiento no llegó a las listas o no fue lanzado en dicha región |      |                        |                            |

#### Colaboraciones
| Título                                                 | Año  | Posición en las listas | Álbum                  |
| Título                                                 | Año  | KOR                    | Álbum                  |
| ------------------------------------------------------ | ---- | ---------------------- | ---------------------- |
| "L'impossibile Vivere" con Forte di Quattro            | 2018 | —                      | Sencillo independiente |
| "Bonito" con Secret Garden                             | 2019 | —                      | Storyteller            |
| "Ttanttala Blues" con Lunchsong Project (Kwon Tae-eun) | 2020 | —                      | No Man Is An Island    |

## Filmografía

### Televisión
| Año           | Título                             | Red  | Notas      |
| ------------- | ---------------------------------- | ---- | ---------- |
| 2017          | Phantom Singer Temporada 2         | JTBC | Ganador    |
| 2018–presente | Immortal Songs: Singing the Legend | KBS  | Recurrente |
| 2021          | Phantom Singer All Stars           | JTBC | —          |

## Giras
- Phantom Singer 2 Tour (2017-2018)
- Evolution Tour (2018)
- Mystique Tour (2019)
- Nella Fantasia: Time Travel Tour (2020–21)
- The Forestella Tour (2021)